# Ghiacciaio Anderton
Il ghiacciaio Anderton è un ghiacciaio lungo circa 13 km situato nella parte nord-occidentale della Dipendenza di Ross, nell'Antartide orientale. Il ghiacciaio, il cui punto più alto si trova a circa 1800 m s.l.m., si trova sulla costa di Scott, all'estremità settentrionale delle montagne del Principe Alberto, dove fluisce verso sud, scendendo dal versante meridionale della dorsale Eisenhower e scorrendo fino a unire il proprio flusso a quello del ghiacciaio Reeves, tra la cresta Anderson, a est, e il monte Matz, a ovest.

## Storia
Il ghiacciaio Anderton è stato mappato da membri dello United States Geological Survey (USGS) grazie a fotografie aeree scattate dalla marina militare statunitense nel periodo 1955-63, e così battezzato dal Comitato consultivo dei nomi antartici in onore di Peter W. Anderton, un glaciologo di stanza alla stazione McMurdo nella stagione estiva 1965-66